# Urban (imię)
Urban – imię męskie pochodzenia łacińskiego. Wywodzi się od słowa oznaczającego "mieszczanin".
Urban imieniny obchodzi: 24 stycznia, 2 kwietnia, 16 kwietnia, 19 maja, 2 lipca, 28 lipca, 5 września, 27 września, 31 października, 28 listopada, 7 grudnia i 19 grudnia.
Znane osoby o tym imieniu:
- papież Urban I
- papież Urban II
- papież Urban III
- papież Urban IV
- papież Urban V
- papież Urban VI
- papież Urban VII
- papież Urban VIII
- Urban – święty katolicki, legendarny pustelnik z Iwkowej

Zobacz też:
- Urban
- Urbanówko